# مورينو روتن
مورينو روتن (بالهولندية: Moreno Rutten) هو لاعب كرة قدم هولندي في مركز الدفاع، ولد في 28 أبريل 1993 في سيرتوخيمبوس في هولندا. لعب مع دين بوستش وفي في في فينلو.

## وصلات خارجية
- مورينو روتن على موقع قاعدة بيانات كرة القدم.إي يو (الإنجليزية)
- مورينو روتن على موقع Soccerway.com (الإنجليزية)
- مورينو روتن على موقع عالم كرة القدم.نت (الإنجليزية)